# Mutamba Kabongo
Kabongo Mutanga (ur. 9 grudnia 1970) – kongijski piłkarz grający na pozycji obrońcy.

## Kariera klubowa
W swojej karierze piłkarskiej Mutanga grał w takich klubach jak: AS Bantous oraz południowokoreański Anyang LG Cheetahs

## Kariera reprezentacyjna
W reprezentacji Zairu Mutanga zadebiutował w 1996 roku. W tym samym roku wystąpił w trzech meczach Pucharu Narodów Afryki 1996: z Gabonem (0:2), z Liberią (2:0) i ćwierćfinale z Ghaną (0:1).
W 1998 roku Mutanga został powołany do kadry na Puchar Narodów Afryki 1998. Rozegrał na nim cztery mecze: z Togo (2:1), z Tunezją (1:2), półfinale z Republiką Południowej Afryki (1:2) i o 3. miejsce z Burkina Faso (4:4, k. 1:4). W kadrze narodowej grał do 2001 roku.